# Susie (Lied)
Susie ist ein Lied der schweizerischen Hard-Rock-Band Krokus.

## Hintergrund
„Susie“ ist eine Komposition von Krokus, die von Fernando von Arb und Chris von Rohr geschrieben wurde. Der Song ist auf dem dritten Album der Band, Pay It in Metal bzw. Pain Killer, an Position 8 zu finden. Da der Titel aus einer Zeit stammt, in der die Band bereits ihren stilistischen Wandel vom Progressive Rock zum Hard Rock vollzog, ist es bemerkenswert, dass er überwiegend mit unverzerrten E-Gitarren eingespielt wurde. „Susie“ wurde nicht durch einen Videoclip promotet. Außerdem stand der Song seit der Eingliederung des maltesischen Leadsängers Marc Storace nicht mehr im Liveset der Band.

## Veröffentlichung als Single
„Susie“ ist die erste und einzige Singleveröffentlichung aus dem Album Pay It in Metal bzw. Pain Killer und gleichzeitig die insgesamt zweite Single der Band. Obgleich des Status einer Single, wurde nicht zu diesem Song, sondern zu den rockigeren Kompositionen „Bye Bye Baby“ und „Rock Me, Rock You“ jeweils ein Video produziert. Darüber hinaus ist es bemerkenswert, dass der Titel auch nicht auf der Kompilation Early Days, welche die Frühphase der Band von 1976 bis 1978 zusammenfasst, enthalten ist. Als B-Seite der Single, die ebenso wie der „Highway Song“ eine Chartplatzierung verfehlte, wurde der ebenfalls auf dem Album Pay It in Metal bzw. Pain Killer enthaltene Song „Rock Me, Rock You“ gewählt. „Susie“ wurde nur als 7″-Vinyl-Single veröffentlicht.

## Titelliste
1. Susie (3:02) (Fernando von Arb/Chris von Rohr)
2. Rock Me, Rock You (3:20) (von Arb/von Rohr)

## Besetzung
- Gesang, Percussion: Chris von Rohr
- Leadgitarre: Tommy Kiefer
- Rhythmusgitarre: Fernando von Arb
- Bass, Keyboard: Jürg Naegeli
- Schlagzeug: Freddy Steady